# Lady in Black
《Lady in Black》是皇甫惠貞自2006年Chakra解散後於2007年3月3日由13 Creative Unit企劃Fantom Entertainment發行的首張個人正規專輯。

## 專輯概要
- 本專輯由皇甫原名皇甫惠貞，在2000年與鄭麗媛等4名成員以組合Chakra出道，出道7年後終於以個人身份發行首張專輯，皇甫在2003年以後主要活動在DJ、MC、SHOW等多種領域裡，可以說是一位多才多藝人，再加上她為人大方不作做因此在演藝圈的口碑人緣相當好，而一直以強悍形像出現在大眾面前的她在這次的專輯將是以充滿成熟女人香氣的的全新形像開始，專輯的主打歌曲也是以展現女人溫柔情感的愛情故事抒情曲，專輯在1年前就開始準備，由寫了曹承模、李孝利、SGWANNABE等多位歌手的經典歌曲的안정훈負責籌備打造，除了안정훈外國內一些知名的音樂人윤일상、이승호、오승은、 김지웅、이희승、김영아等也都參與了製作，讓皇甫這張單飛的專輯更加出彩，而除了抒情曲外也收錄了活潑的舞曲和搖滾味道的曲子，主打歌曲是一首由안정훈為皇甫單飛而度身打造的抒情敘曲，皇甫顯示了女人獨有的細膩演唱，MV溫柔的形像給人一種驚艷的感覺。
- 本作經歷8個月期間進行了和聲錄音，3個月期間進行session錄音修正作業，單純僅錄音成本就花費近8000萬元，錄音近20首歌曲，近600小時於錄音室進行錄音，最後正式收錄13首歌曲（收錄在專輯中的節奏曲目活潑的舞曲與放克搖滾曲目各佔了比重的一半），線上音源於02月27日發行。
- 本曲目《눈물도미안해서（淚水也無法釋懷的歉意）》錄製當天恰巧是皇甫的生日，在一次次錄音不順利的情況下，製作人意外推出了蛋糕和工作人員一起為皇甫慶祝了生日，成為了皇甫此次錄音中難忘的回憶。

## 曲目
| 曲序     | 曲目                           |                           | 作曲          | 时长  |
| -------- | ------------------------------ | ------------------------- | ------------- | ----- |
| 1.       | Prologue（my room）            |                           |               | 0:51  |
| 2.       | Alone                          | 김태윤                    | 오승은        | 3:57  |
| 3.       | 연애할까요（墜入愛河了嗎）     | 김영아                    | 김희원        | 3:11  |
| 4.       | 아픈말（痛心的話）             | 김영아                    | 안정훈        | 4:31  |
| 5.       | Chance                         | 서승희                    | 김희원        | 3:37  |
| 6.       | 거울（鏡子）                   | 이승호                    | 안정훈,김지웅 | 4:23  |
| 7.       | 사랑이변하니（變質的愛情）     | 이태건                    | 신형          | 3:54  |
| 8.       | 눈물도미안해서（連淚水也抱歉） | 이희승                    | 오승은        | 4:07  |
| 9.       | 거품（泡影）                   | 김태윤                    | 김지웅        | 3:52  |
| 10.      | 부탁해（請求）                 | 이태건                    | 신형          | 3:53  |
| 11.      | It Girl                        | 최은하                    | 윤일상        | 3:53  |
| 12.      | 소매（袖子）                   | 김이나                    | 박정욱        | 4:04  |
| 13.      | Goodbye                        | Miryo（Brown Eyed Girls） | 오승은        | 3:29  |
| 总时长： | 总时长：                       | 总时长：                  | 总时长：      | 48:13 |

### 曲目介紹
1. Prologue 'My room'
  - 是皇甫專輯中的序曲。
2. Alone
  - 融合了Acid Jazz Hammond風格的Organ和 Electric Guitar的曲子，是首在Club裡直接播放就能感受到它所帶來的氛圍。
3. 墜入愛河了嗎（韓語：연애할까요）
  - 120bpm的時髦Hip-Hop曲。是為充滿挑釁意味的歌詞和既funky又刺激以擁有沉重低音域為主的Electronica Club Sound。
另外男Rap和皇甫還展現了像是神經戰似的演唱著有趣的歌詞。
  - 後續曲
4. 痛心的話（韓語：아픈말）
  - 是首非常悲傷的pop抒情歌由美妙的旋律組合而成的ballad曲。此曲是曾替李孝利、曹誠模等作曲的안정훈老師的作品。
5. Chance
  - 是首融合了令人感到清爽又爽朗的演唱者皇甫給人的形象與巧妙搭配西方氛圍的舞曲。
6. 鏡子
  - Medium tempo的舞曲。
7. 變質的愛情（韓語：사랑이 번하니） 
  - 典型的RnB曲風歌曲。是在朴孝信專輯中給予協助的신형所創作的曲子。
8. 淚水也無法釋懷的歉意（韓語：눈물도 미안해서）
  - 此首是最近流行的medium tempo曲以顯示皇甫以前和現在的差異性讓皇甫更能深入放鬆的演唱與投入更多的情感的歌曲。
是Brown Eyed Girls歌曲Second的作曲家오승은所譜寫的曲子。
  - 首波主打
9. 泡影
  - 是首medium tempo律動舞曲，展現出皇甫成熟的音樂。
10. 請求
  - 典型的R&B風格的ballad曲，引人豎耳的歌聲融合悲傷情感的完整表達了歌詞內容。
11. It Girl
  - 充滿윤일상色彩的舞曲，完美融合猶如聽見音樂劇和聲般的旋律和Groovy rhythm的rap曲目。
12. 袖子
  - 甜蜜的旋律搭配皇甫獨特魅力的嗓音，是首十分引人入勝的歌曲。
13. Good bye 
  - 舒服聆聽的 Hip-Hop 風格的曲目讓人跟著一起舞動的曲子。